# Дом културе „Небојша Глоговац“
Дом културе „Небојша Глоговац“ налази се у Невесињу, а основан је са циљем организовања културно-просветног и забавног живота.

## Опште информације
Од оснивања, ова институција се финансирала делом из сопствених средстава, а делом из буџета Републике Српске.
Током 2018. године објекат је био неупотребљив и у њему није одржана ниједна манифестација. Уз помоћ Владе Србије и Владе Републике Српске објекат је реновиран, са 250.000 конвертибилних марака и 150.000 евра. Објекат је у потпуности реновиран, стара кино-сала је добила нови изглед, а изграђени су и мокри чворови, гардеробер за глумце, аперитив бар, а реновиран је и спољашњи део објекта.
Након реновирања, дом културе је 28. септембра 2019. године отворила тадашња премијерка Републике Српске Жељка Цвијановић.
Скупштина општине Невесиње донела је одлуку да се Дом културе Невесиње назове Домом културе „Небојша Глоговац”, како би се исказало поштовање према прослављеном глумцу који се дичио херцеговачким пореклом. На последњој седници Општинског парламента Невесиња једногласно је прихваћен овај предлог, који је изнео начелник општине Миленко Авдаловић. Дом културе је свечано именован у част Глоговца 8. новембра 2018. године.
Крајем августа 2020. године на зиду Културног центра „Небојша Глоговац” направљен је мурал у част Глоговца.